# チェントロ・ヴァッレ・インテルヴィ
チェントロ・ヴァッレ・インテルヴィ（伊: Centro Valle Intelvi）は、イタリア共和国ロンバルディア州コモ県にある、人口約3,500人の基礎自治体（コムーネ）。
2018年1月1日にカザスコ・ディンテルヴィ, カスティリオーネ・ディンテルヴィ, サン・フェデーレ・インテルヴィが合併して新自治体が発足した。
ラーリオ・インテルヴェーゼ山岳部共同体 (it:Comunità montana del Lario Intelvese) の事務所所在地である。

## 地理

### 位置・広がり

#### 隣接コムーネ
隣接するコムーネは以下の通り。括弧内のCH-TIはスイスティチーノ州所属を示す。
- アルタ・ヴァッレ・インテルヴィ
- ブレッサーニョ
- Breggia (CH-TI)
- Castel San Pietro (CH-TI)
- チェラーノ・ディンテルヴィ
- ディッツァスコ
- ライーノ
- Rovio (CH-TI)
- スキニャーノ

### 地震分類
イタリアの地震リスク階級 (it) では、4 に分類される
。

## 行政

### 山岳部共同体
広域行政組織である山岳部共同体「ラーリオ・インテルヴェーゼ山岳部共同体」 (it:Comunità montana del Lario Intelvese) の事務所所在地である。

### 分離集落
チェントロ・ヴァッレ・インテルヴィには、以下の分離集落（フラツィオーネ）がある。
- カザスコ・ディンテルヴィ, カスティリオーネ・ディンテルヴィ, サン・フェデーレ・インテルヴィ